# One Museum Park

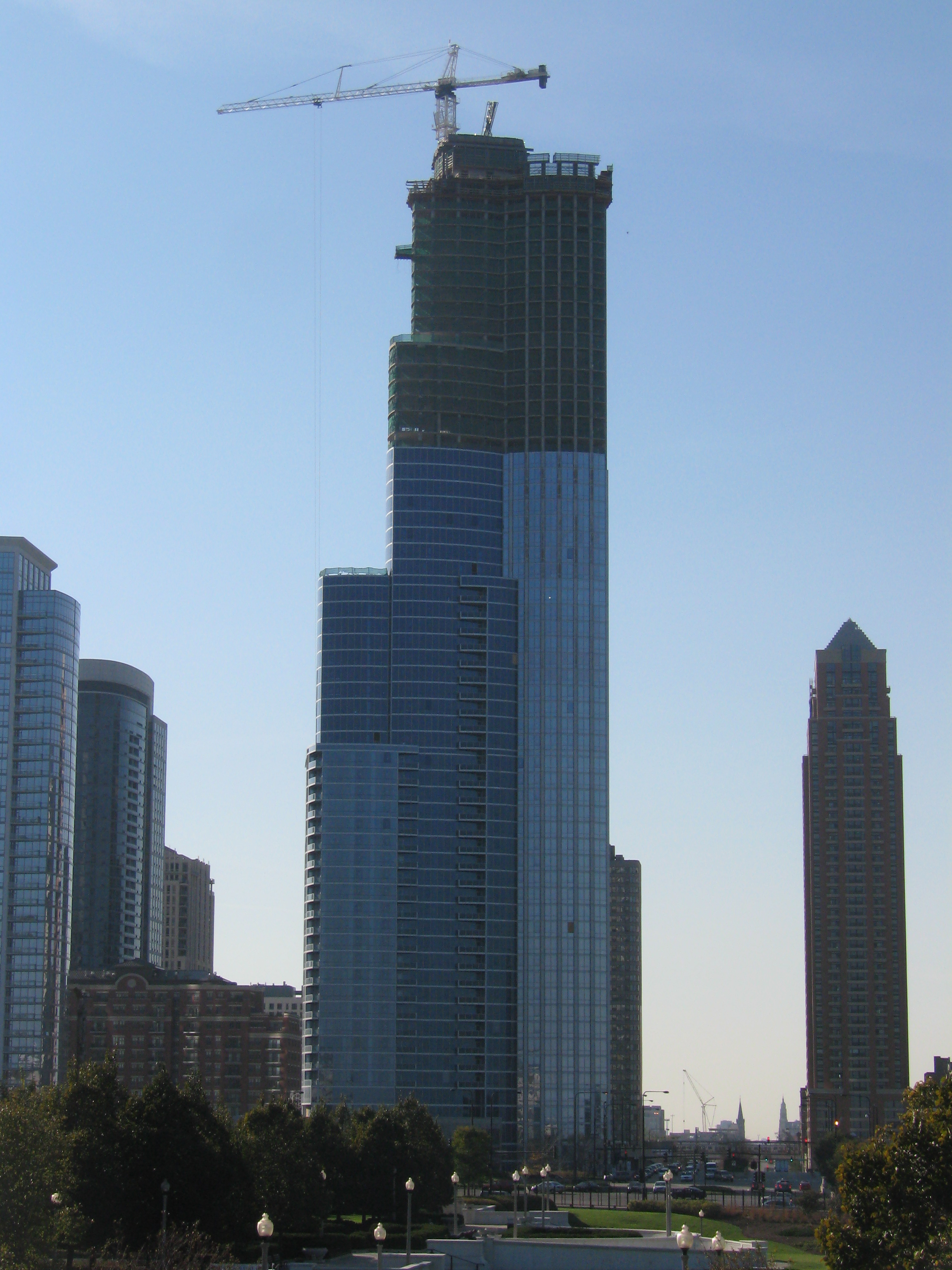
Baustelle des One Museum Park im November 2007

One Museum Park ist der Name eines Wolkenkratzers in Chicago. Das Gebäude wurde zwischen 2005 und 2009 erbaut und ist 223 Meter hoch. Dadurch ist das Gebäude bis zur Vollendung des One Grant Park das höchste der Stadt außerhalb des Chicago Loops. Des Weiteren gehört der One Museum Park zu den höchsten Wohngebäuden der Stadt und in den USA, denn alle der 62 Stockwerke, über die das Hochhaus verfügt, werden für Wohnzwecke in Anspruch genommen. Auf den 62 Etagen befinden sich insgesamt 289 Wohnappartements. Architektonisch zeichnet sich das Gebäude durch mehrere Rückstufungen auf verschiedenen Höhen aus. Die Kanten des Bauwerks sind großzügig abgerundet. Das Tragwerk des Wolkenkratzers besteht ausschließlich aus Stahlbeton, während die Fassade mit blau schimmernden Glasscheiben verkleidet wurde.